# Крістофер фон Дейлен
Крістофер фон Дейлен (нім. Christopher von Deylen, *15 жовтня 1970, Фіссельгефеде) — німецький музикант, композитор, музичний продюсер, власник музичного лейблу «Sleepingroom Musik». Ведучий власного радіошоу під назвою «Schiller-Lounge». Живе і працює в Берліні. Він є співзасновником музичного проєкту «Schiller».

## Біографія
Народився 15 грудня 1970 року в Фіссельгефеде (земля Нижня Саксонія). В сім років починає грати на фортепіано.

### Соло альбоми
- Colors — (14 серпня 2020)